# Lenguas del Bajo Murray
Las lenguas del Bajo Murray forman una rama de las lenguas pama-ñunganas. Estas son:
- Ngarinyeri
- Ngayawung†
- Yuyu†
- Kureinji†
- Yitha-Yitha (moribunda)

Dixon los trata como lenguas aisladas, ya sea porque no son leguas cercanas o porque están demasiado mal atestiguadas para demostrar que son lenguas cercanas. Bowern (2011) agrega el idioma peramangk.